# Friedrich-Hollaender-Platz
Der Friedrich-Hollaender-Platz liegt im Berliner Ortsteil Wilmersdorf.

## Namensgebung
Benannt ist der Platz seit 17. März 2011 nach Friedrich Hollaender, einem deutschen Komponisten, Schriftsteller, Regisseur, Theaterleiter, Kabarettisten und Schauspieler.
Der Friedrich-Hollaender-Platz hieß von 1901 bis 2011 Rankeplatz, benannt nach dem Historiker Franz Leopold von Ranke.

## Lage und Ausdehnung
Der Platz liegt südlich der Lietzenburger Straße, die das Dreieck in Charlottenburg abschließt, das im Ortsteil zwischen Joachimsthaler Straße (Nr. 24) und Rankestraße (Nr. 17 und 18) aufgespannt wird, das Grundstück Rankestraße 16a in der Platzmitte ist unbebaut. Vom Südende des Platzes geht die Bundesallee ab. Dem Platz selbst sind keine Grundstücke zugeordnet. Die neue Bemöbelung ist sehr betonlastig und fordert nicht zum Bleiben auf. Die Stele mit biografischen Daten zeigt einen Schnappschuss, auf dem überwiegend Marlene Dietrich zu sehen ist und am unteren Rand Friedrich Hollaender. Die „feierliche Einweihung“ des Platzes fand am 18. Juni 2012 in Anwesenheit von Friedrich Hollaenders Tochter Melodie Hollaender statt.